# داميان كاريم
داميان كاريم ولد يوم 16 نوفومبر 1960 في الجوف ( ميرث إي موسيل ) هو سياسي فرنسي . عضو في الحزب الاشتراكي ثم في بي سي البيئة الأوروبية الخضر (منذ عام 2015)، وكان رئيسًا لبلدية غراند سينث ( شمال ) من 2001 إلى 2019 ثم عضوًا في البرلمان الأوروبي منذ ماي 2019

## المذكرات و المراجع
1. 1 2  Répertoire national des élus (بالفرنسية), 9 avril 2019, QID:Q63762917 {{استشهاد}}: تحقق من التاريخ في: |publication-date= (help)
2. ↑  Who's Who in France (بالفرنسية), Paris, ISSN:0083-9531, QID:Q5924723
3. ↑   https://www.hatvp.fr/open-data/. اطلع عليه بتاريخ 2021-02-03. {{استشهاد ويب}}: |url= بحاجة لعنوان (مساعدة) والوسيط |title= غير موجود أو فارغ (من ويكي بيانات) (مساعدة)